# North Wraxall
North Wraxall è un villaggio e una parrocchia civile della contea del Wiltshire che si trova a circa 6 miglia a ovest di Chippenham nel Sud Ovest dell'Inghilterra, Regno Unito.

## Geografia

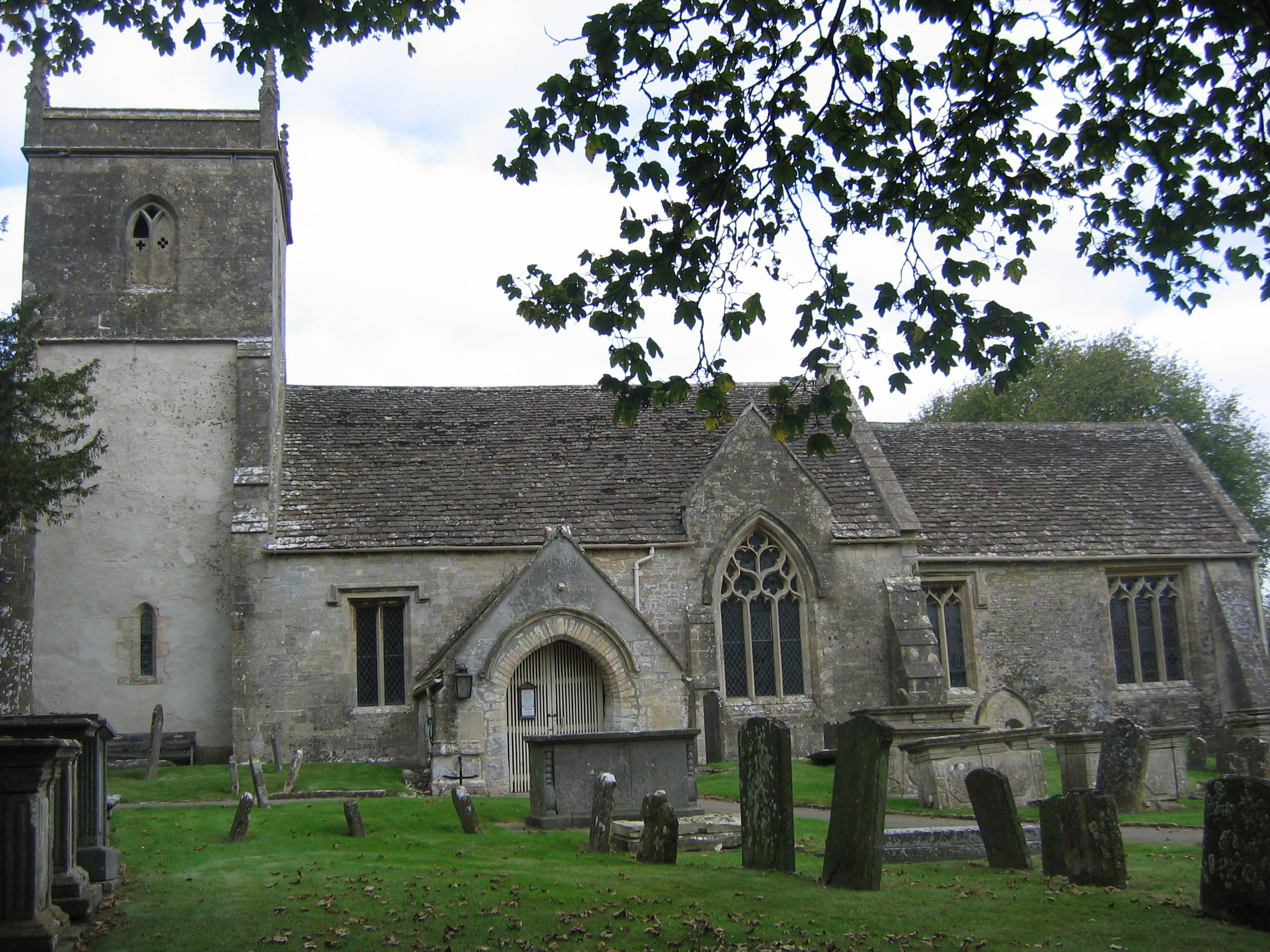
Chiesa di San Giacomo a North Wraxall

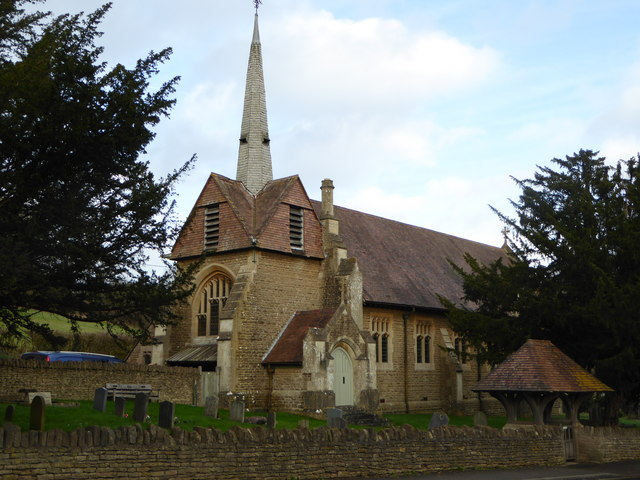
Chiesa sconsacrata di San Giovanni a Ford

Il territorio della parrocchia civile di North Wraxall comprende oltre al villaggio che le da il nome anche Upper Wraxall, Ford, Mountain Bower e The Shoe. La parrocchia confina a ovest con il Gloucestershire ed è una delle parrocchie più piccole del Wiltshire. La strada parrocchiale che unisce Upper Wraxall e North Wraxall corre parallela alla strada principale e attraversa la Fosse Way a metà strada tra il villaggio e la chiesa. la Fosse Way attraversa il centro dell'intera parrocchia. North Wraxall si trova lontano da qualsiasi grande città ed è riparato dai boschi circostanti che sono: Chantry Wood, Bond's Wood e Cullimore's Wood. Gli insediamenti sono sparsi.
Il villaggio di Ford, registrato come Forde nel 1249, è caratterizzato dalla sua strada di passaggio ed è il secondo insediamento più grande della parrocchia. Probabilmente la strada che vi passa era a pedaggio e furono create varie strade come questa e molti insediamenti si spostarono per adattarsi al percorso. Upper Wraxall occupa l'estremo ovest della parrocchia ed è spesso indicata come "West Wraxall" in molti atti antichi. Si trova sulla strada diretta con il Gloucestershire a solo un miglio dalla chiesa di san Giacomo nel centro di North Wraxall.
Appena fuori North Wraxall si trova Wraxall Park.  Mountain Bower e The Shoe Mountain Bower, insieme a The Shoe, sono i due villaggi più piccoli di North Wraxall. Mountain Bower, scritto anche Mouneton, Monuton o Moninton nel 1608. Il villaggio è proprio ai margini della parrocchia. È interessante notare che non è segnato sulla mappa del 1773, tuttavia è presente un altro piccolo insediamento chiamato Shrub. The Shoe si trova a tre quarti di miglio dalla chiesa di San Giacomo all'incrocio tra la Fosse Way e la strada principale da Bristol a Londra. Come Mountain Bower, non era segnato sulla mappa del 1773. a Fosse Way è una strada romana che collega Exeter con Lincoln e attraversa la parrocchia da The Shoe, a nord-est tra Mountain Bower e North Wraxall.

## Storia
Vi sono evidenze di insediamenti preistorici poiché nell'area circostante Truckle Hill e Wraxall Park nel 1985 sono stati rinvenuti strumenti di selce neolitici e spille dell'età del ferro. Vicino vi sono terrazze di coltivazione medievali nelle quali sono state trovate monete e la base di una croce medievale, e così anche a ovest della parrocchia in Upper Wraxall. Al confine nord-orientale della parrocchia, dove è separata da Castle Combe da una piccola valle, vi sono i resti di una villa romana, scoperti nel 1859 su Truckle Hill. Il sito si estende su un'ampia superficie e contiene 16 stanze separate con numerosi passaggi che coprono un'area di terreno di oltre due o tre acri. Il territorio viene citato nel Domesday Book del 1086 quando elenca la parrocchia come "Werochesalle" (che significa "dove volano le poiane"). North Wraxall è l'insediamento principale che ospita la chiesa parrocchiale di San Giacomo tuttavia è interessante notare che anche un'altra chiesa fu costruita nella vicina Ford nel 1896, ma questa rimase un luogo di culto per meno di 100 anni. Nel corso dei secoli il nome utilizzato per il villaggio principale è stato anche Werocheshalle  nel 1086, Wrockeshale (nel 1229, Wrokeshal nel 1289, Wraxhal nel 1300 e Northwroxhall nel 1468. Nel 1468 il nome indicava la separazione tra Wraxall del Nord e del Sud. Il Sud col tempo è divenuta una parrocchia civile indipendente, a qualche miglio di distanza, South Wraxall.
La Manor Farm circa 300 anni prima era nota come "Lower Farm" e si unisce alle ancora esistenti Middle Farm e Upper Farm. Insieme queste tre fattorie avrebbero costituito l'antico demanio del maniero. Nella zona la principale attività era quella agricola e di conseguenza questo influenzava il modo in cui le persone vivevano. Questo spiegherebbe perché gli insediamenti sono sparsi, perché la terra che li separava era terreno agricolo. Un altro modo per guadagnarsi da vivere sarebbe stato lavorare nella Malt House situata non troppo lontano dalla Rectory of North Wraxall dove l'orzo dei campi sarebbe stato maltato per la produzione di birra. I primi elenchi di Kelly indicano anche un ufficio postale e una scuola nel villaggio, tuttavia molti degli edifici sono divenuti proprietà residenziali.
Il Domesday Book afferma che la tenuta di North Wraxall era detenuta da Baldwin durante il regno di re Edoardo prima della conquista normanna, ma dal 1086, quando la popolazione sarebbe stata di circa 140-150 persone, fu detenuta da Godfrey che alla fine ne ricevette tutte le entrate. Il nome Godfrey de Wrokeshale ricorre spesso negli atti del Wiltshire. John Aubrey, lo scrittore del XVII secolo, dal Domesday Book dedusse che prima del 1600 Wraxall fosse una commenda, tuttavia quel titolo era dato a qualsiasi dimora o terreno appartenuto al priorato di San Giovanni di Gerusalemme con il governatore della casa come comandante. Entro il 1870 le principali colture erano orzo e grano e questa era probabilmente la coltivazione principale dall'XI secolo. La proprietà della parrocchia da parte della famiglia Wroxhall apparve per l'ultima volta nel 1351 quando Ralph de Brokenbourough divenne Lord of the Manor e patrono della chiesa nel 1361. Nel 1390 questa fu rilevata dai Cervington di Longford. Un figlio della famiglia vendette poi il maniero e l'avvocatura a Thomas Yonge di Bristol che morì nel 1477. Di questa famiglia facevano parte gli Yonge di Colleton e un loro membro ebbe un figlio, Thomas. Nel 1506 il maniero e l'avvocatura appartenevano a William Malet Esquire di Enmore, per diritto della moglie Alice, figlia ed erede di Thomas Yonge. Il loro figlio Hugh divenne poi proprietario nel 1525 seguito dal figlio di Richard Malet, Thomas, nel 1569. C'erano state divisioni del maniero originale già nel 1406, quando Edmund Ford di Swainswick ne aveva ricevuto un terzo e di conseguenza era stato donato alla canonica e alla cappella.
Questa porzione fu poi presa nelle mani dei Blount di Bitton e Magotsfield. La loro erede sposò poi Sir John Hussey e da qui le terre e l'avvocatura furono acquistate nel 1530 da William Button di Alton Priors. Il discendente di William, Sir Robert Button, vendette tutto ciò che aveva, tranne l'avvocatura, a William Grove di Broad Chalk nel 1667. A sua volta lo vendette al signor James Wallis nel 1682 e fu da qui che passò alla famiglia Methuen. L'avvocatura fu poi passata dall'erede della famiglia Button al signor Walker e a G.H.W Heneage di Compton Bassett. Passò poi all'Oriel College di Oxford. Ci sono alcune prove nella zona che suggeriscono insediamenti dei primi del secolo.
Sul sito all'epoca appartenente a Lord Methuen e che era comunemente noto come "Coffin Ground" si è avuta la scoperta di una sepoltura romana in pietra. Fu dissotterrata al centro del campo e lasciata lì per molti anni. Infine un contadino negli anni a metà del XIX secolo decise di rimuovere la puetra e furono scoperti i resti di una importante villa romana. Nel campo si trovarono resti di piastrelle di pietra, piastrelle bruciate, ceramiche nere, rosse e blu, tutte indicanti edifici appartenenti all'epoca romana. Uno degli edifici principali mostrava resti di cinque piccole stanze che contenevano ipocausti tipici camini ad aria calda utilizzati nei bagni romani. A riprova di questo sono stati trovati tubi di scarico in terracotta con motivi incisi su tre lati. Se ciò fosse per effetto ornamentale o semplicemente perché faceva aderire meglio la malta non è chiaro dai reperti. Sono state anche dissotterrate due fornaci che avrebbero fornito l'acqua calda a ciascuna delle stanze da bagno e a quelle vicine. Sono stati scoperti dei Sudatorium o "bagni sudatori". Di questo stesso edificio, il lato orientale del terreno mostrava prove di possibili piccole corti aperte dove gli ospiti venivano intrattenuti. In una delle camere più grandi di questa villa romana si trovava un piccolo spazio, forse per una credenza, ed è qui che sono stati scoperti una ciotola con orlo in terracotta e un imbuto di vetro. La ciotola con il bordo sarebbe stata un comune utensile usato per grattugiare il grano o mescolare la pasta, mentre l'imbuto di vetro è molto raro e nel 1859 nemmeno il British Museum ne possedeva uno di epoca romana. In un'altra camera, sono stati trovati tre vasi o tinozze della varietà nera, il che suggerisce che avessero contenuto un qualche tipo di cibo e fossero stati posizionati in verticale per scopi culinari.
Nel complesso sono stati trovati diversi resti umani. Il primo è stato sepolto all'interno di un sarcofago di pietra dotato di una pesante copertura, disposto da nord a sud, il secondo, disposto da est a ovest, è stato sepolto in una tomba scavata a cinque piedi di profondità nella roccia in una bara di legno, un altro era una cremazione trovata in un'urna, mentre tre sono state trovate all'interno del pozzo. Tutto porva anche un intervallo di tempo tra le sepolture e tra la costruzione di diverse tombe. È interessante notare che il pozzo ha anche prodotto macerie di architettura in pietra che ricordano lo stile del Basso Impero e molti edifici avrebbero avuto tale decorazione. I Romani scelsero infatti di costruire utilizzando pesanti tegole di pietra ricavate dall'arenaria scistosa della formazione di carbone della Vale del Severn, anziché il marmo forestale più leggero che era facilmente reperibile. Ciò fu evidentemente fatto apposta per garantire la sicurezza e la protezione dei loro edifici e della loro famiglia utilizzando una pietra più resistente. I reperti del sito hanno incluso molte ceramiche, alcune decine di monete romane, numerose medaglie, utensili da lavoro, monumenti murali, diversi anelli, due cucchiai e una forcina per capelli.
I due mulini presenti nel territorio sono stati quasi certamente a Ford. Originariamente vennero utilizzato per macinare il mais, ed è probabile che uno sia diventato un mulino per la follatura per l'industria tessile nel tardo Medioevo. Tuttavia, con l'introduzione della macchina a vapore intorno al 1800 e la concentrazione dell'industria tessile nelle città, il mulino cambiò venne riutilizzato per macinare il mais. All'inizio del XX secolo ci fu un impoverimento generale e il villaggio divenne dipendente dal birrificio e dalla cartiera nella vicina parrocchia di Slaughterford. Molti edifici risalgono al 1800, costruiti per ospitare i lavoratori del villaggio. La maggior parte degli edifici industriali sono stati convertiti per l'uso residenziale.

## Monumenti e luoghi d'interesse
Nel territorio di North Wraxall vi sono vari edifici e luoghi degni di particolare interesse.
- Chiesa di San Giacomo (in inglese Church of St James). La chiesa parrocchiale anglicana fu costruita a partire dal XII secolo, appartiene alla diocesi di Bristol e dal 20 dicembre 1960 è considerata un monumento classificato di primo grado per il suo particolare interesse storico e architettonico.[8][9][10][4]
- Chiesa di San Giovanni (in inglese Church of St John). La chiesa anglicana fu costruita a Ford nel XIX secolo, è stata sconsacrata nel XXI secolo e apparteneva alla diocesi di Bristol. Dal 9 dicembre 1985 è considerata un monumento classificato di secondo grado per il suo particolare interesse storico e architettonico.[11][12]
- Villa romana. I resti sono stati trovati a Truckle Hill attorno alla metà del XIX secolo in seguito alla scoperta di una lastra si pietra durante un'operazione di aratura. Un sepolcro di pietra era stato scoperto in precedenza nel campo intorno al 1800 e di conseguenza il sito era noto come Coffin Field. La villa apparentemente comprendeva un edificio rettangolare con circa 16 stanze, con una grande stanza da bagno all'estremità occidentale. A sud c'era un edificio esagonale che racchiudeva un pozzo che conteneva resti umani, detriti di costruzione e monete. Sono stati trovati anche altri edifici che formavano un cortile. A ovest di questo gruppo di edifici c'era un cimitero con un certo numero di tombe in muratura. I reperti includevano ornamenti, monete, spille e ceramiche. Molti reperti si trovano nel Devizes Museum, mentre parte della muratura e delle sepolture sono state riportate nei terreni di Castle Combe Manor House. Un cammeo di onice trovato nel sito nel 1972 si trova nell'Ashmolean Museum. L'indagine archeologica ha rivelato prove di un grande fossato a ovest e a sud del complesso della villa, che potrebbe indicare un'importante opera difensiva e, dalle prove geofisiche, è stato interpretato provvisoriamente come una possibile caratteristica tardo romana anche se fossati situati sulla punta meridionale di quest'area includono un recinto circolare di circa 45 metri di diametro e si sospetta un'origine preistorica. Alcuni rilievi fanno pensare ad una strada romana che collega la villa alla Fosse Way. La Fosse Way è una strada romana che collega Exeter con Lincoln e attraversa la parrocchia da The Shoe, a nord-est tra Mountain Bower e North Wraxall.[4][13][14]